# Ынталы (Отырарский район)
Ынталы (каз. Ынталы) — село в Отырарском районе Туркестанской области Казахстана. Входит в состав Талаптинского сельского округа. Код КАТО — 514849700.

## Население
В 1999 году население села составляло 636 человек (337 мужчин и 299 женщин). По данным переписи 2009 года, в селе проживал 791 человек (409 мужчин и 382 женщины).